# Critică de film
Critica de film este un proces de analiză, estetică și evaluare a filmului, a mediului film și a cinematografului în general (estetic, artistic și antropologic) și în particular (după mișcare artistică, cinematografie națională, autor și film).
Critica de film se face la nivel jurnalistic (de către diverși jurnaliști, mai mult sau mai puțin specializați) și la nivel academic (de către specialiști în film și de către autori renumiți de filme).

## Critică jurnalistică
Critica jurnalistică, care este o critică de opinie, este realizată, de obicei, de critici care nu sunt profesioniști sau critici academici în reviste, ziare și publicații de pe internet. De cele mai multe ori astfel de articole se referă la filme noi sau relativ noi, deși pot face referiri și la filme aparținând altor perioade din cinematografie. De multe ori, descrierea scenariului poate influența cititorii pentru a vedea filmul sau chiar în a cumpăra o înregistrare a sa.

## Critică academică
Se pot menționa, printre numeroșii critici academici de film, autori notabili de filme precum André Bazin, Jean-Luc Godard și François Truffaut (toți pentru Cahiers du Cinéma); sau Kristin Thompson, David Bordwell și Sergei Eisenstein.

## Premii
Guvernul Indiei acordă un premiu anual național intitulat National Film Award for Best Film Critic pentru criticii de film care analizează filmele indiene.